# Domínium Párt
A Domínium Párt egy dél-afrikai politikai párt volt, amelyet 1934 októberének végén hoztak létre a Dél-afrikai Pártból kilépett tagok, akik elégedetlenek voltak a Nemzeti Párt és a Dél-afrikai Párt egyesülési tervével, az Egyesült Párt megalakulásával. A párt vezetője Charles Stallard ezredes volt, aki a harmadik Smuts-kormány bányaügyi minisztereként szolgált. szolgált Jan Smuts második minisztériuma idején.
Megalakulását elsősorban a James Hertzoggal szemben táplált bizalmatlanság okozta. A párt elsősorban a dél-afrikai "brit kapcsolat" fenntartására jött létre, képviselve a Natal tartományi erős brit kulturális érdekeket. A párt az 1938-as általános választásokon 8 mandátumot szerzett, 1943-ban ebből egyet elveszített.
Az 1948-as választásokon nem indultak, majd ugyanabban az évben feloszlatták magukat. Feltételezések szerint a párt fennállása már "fölöslegessé vált" ugyanis a Hertzog-féle nacionalista frakció kilépett az Egyesült Pártból 1939-ben.

## Választási eredményei
| Év   | Szavazatok | %    | Mandátumok | +/- | Státusz               |
| ---- | ---------- | ---- | ---------- | --- | --------------------- |
| 1938 | 52 356     | 6,32 | 8 / 150    |     | Ellenzék              |
| 1943 | 29 023     | 3,31 | 7 / 150    | 1   | Kormánypárt (1945-ig) |
| 1943 | 29 023     | 3,31 | 7 / 150    | 1   | Ellenzék (1945-től)   |

## Fordítás
Ez a szócikk részben vagy egészben  a   Dominion Party (South Africa) című angol Wikipédia-szócikk ezen változatának fordításán alapul.  Az eredeti cikk szerkesztőit annak laptörténete sorolja fel. Ez a jelzés csupán a megfogalmazás eredetét és a szerzői jogokat jelzi, nem szolgál a cikkben szereplő információk forrásmegjelöléseként.